# CoreAVC
CoreAVC是一个用于解码H.264格式视频的私有解码器。
该解码器是目前最快的软解码器之一，甚至可以和一些硬解码器相媲美。它能让处理能力较低的计算机播放低分辨率的H.264视频，而使处理能力较高的计算机播放高清视频。CoreAVC支持除4:2:2与4:4:4以外的任何H.264档案。
拥有最多功能的CoreAVC解码器售价约为10美元。
CoreAVC是CorePlayer Multimedia Framework的一部分，也曾被用于Joost使用的一个已停止开发的客户端。

## 对CoreAVC-For-Linux的控告
在Google Code上的一个名为CoreAVC-For-Linux的开源项目可以对开源媒体播放器MPlayer的载入代码部分打一个补丁，从而使MPlayer可在自由软件环境下使用原本仅供Windows使用的CoreAVC DirectShow filter。它不包含CoreAVC，而只是简单地使MPlayer能利用CoreAVC。该项目也包含功能相同的、对MythTV和Xine的补丁。
2008年5月，CoreAVC-For-Linux因一次根据的控告而被Google撤下。这次控告值得思考，因为该项目作为一种包装方法，并没有使用任何有版权的内容，但也许是逆向工程被使用却未能得到事先许可，这使CoreCodec公司认为该行为违反了数字千禧年版权法案。CoreCodec公司之后申明数字千禧年版权法案并未禁止逆向工程 并为此向开源社区道歉。该项目现在仍在运作，且被CoreCodec认可。

## 多平台支持
2008年初，由于普遍的要求，CoreCodec将一直以来只在Windows下运行的CoreAVC拓展到多平台与多CPU架构支持，甚至包括一些GPU。现在Windows，Mac OS X和Linux都被支持，在移动与嵌入式平台中被支持的有PalmOS，Symbian，Windows CE和Windows Mobile——尽管Linux版本并不零售而仅供应给OEM。和新的操作系统一起，一些新的CPU架构现在也被支持。CoreAVC（现在改名为CorePlayer（页面存档备份，存于） Desktop/Mobile）现在不仅能在32位与64位x86平台上运行，也能ARM9、ARM11、MIPS架构以及支持AltiVec的PPC平台上运行。对于GPU，Intel 2700g，ATI Imageon，Marvell Monahan，（有限的）Qualcomm QTv都被支持，且申明即将到来的版本会支持更多的CPU。

## Nvidia CUDA支持
2009年2月10日，CoreCodec发布CoreAVC的升级版它实现了对Nvidia CUDA技术的支持。通过利用CUDA技术，可让特定的Nvidia显卡协助视频解码运算。

## 额外连接
- The CoreAVC H.264 主页（页面存档备份，存于）
- CoreCodec主页（页面存档备份，存于）
- CorePlayer (跨平台)（页面存档备份，存于）
- Doom9.org 对CoreAVC的讨论（页面存档备份，存于）
- Openlaw - 现行美国法律与逆向工程（页面存档备份，存于）
- coreavc-for-linux - Google Code（页面存档备份，存于）